# ジェームズ・クラッグス (1657-1721)

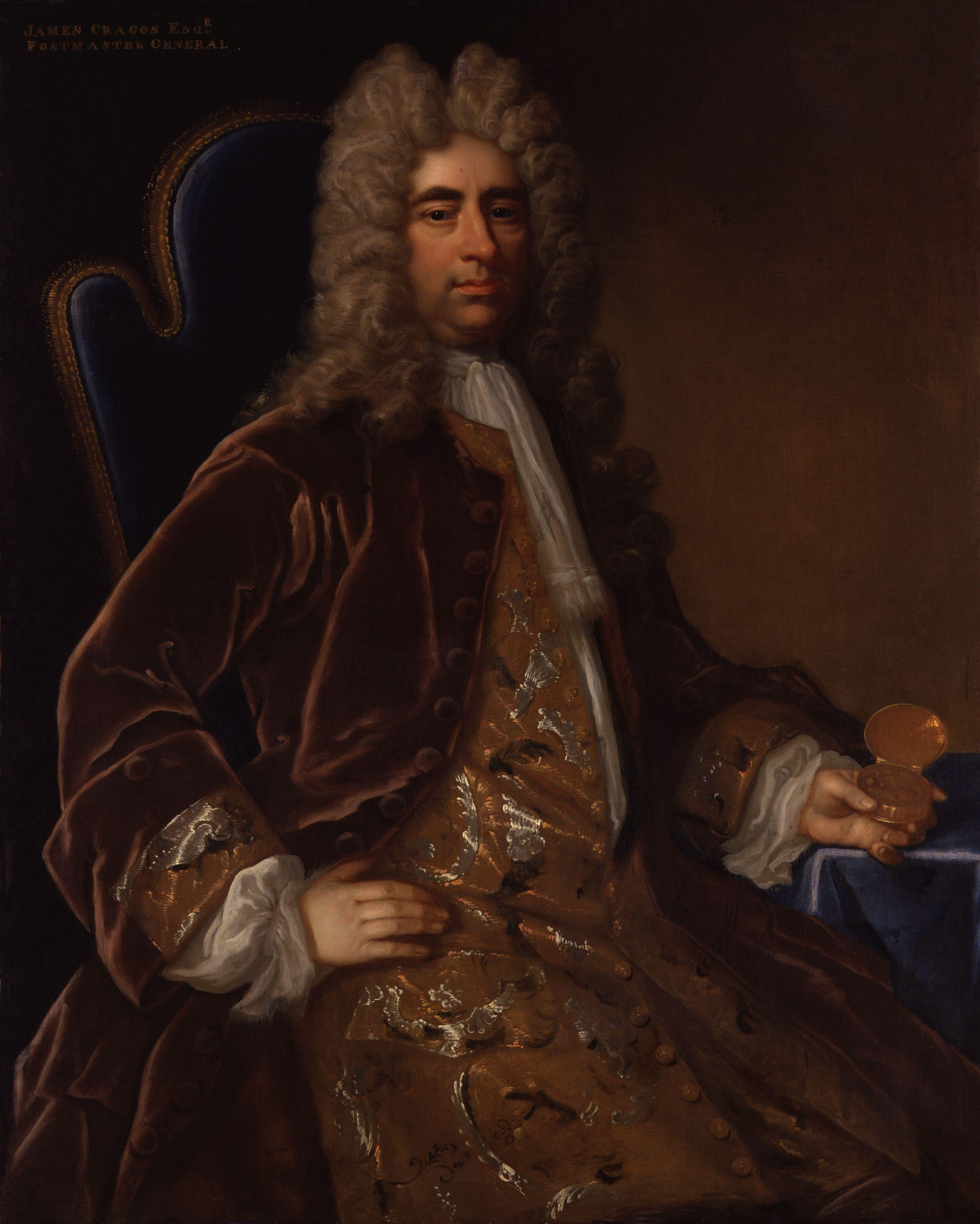
ジョン・クロスターマンによる肖像画、1710年頃。

ジェームズ・クラッグス（英語: James Craggs the Elder、洗礼日1657年6月10日 – 1721年3月16日）は、イギリスの政治家。南海泡沫事件で財を成したが、死後に泡沫による儲けが没収された。同名の息子ジェームズ・クラッグスは戦時大臣と南部担当国務大臣を歴任した。

## 生涯
ウォルシンガムのアンソニー・クラッグスとアン・モアクロフト（Anne Morecroft、フェルディナンド・モアクロフトの娘）の長男として生まれ、1657年6月10日にウォルシンガムで洗礼を受けた。初期の経歴について不明な点が多いが、1684年にはノーフォーク公爵の家令になった。そのあとはマールバラ公爵に雇われ、マールバラ公爵夫人サラ・ジェニングスの目に留まった。
1695年3月4日、今度は陸軍向けの衣服商人になっていたクラッグスは公金使用について調査している委員への帳簿提供を拒否し、3日後に庶民院に召喚され、公金使用の調査を妨害した廉でロンドン塔に投獄された。しかし、マールバラ公爵夫人の影響力で1702年にグラムパウンド選挙区で庶民院議員に当選、以降1713年まで庶民院議員を務めた。1702年にイギリス東インド会社勤務になり、ついで兵站補給部長も務めたが、アン女王の治世末期に解任された。ジョージ1世が即位すると、1714年11月19日に兵站補給部長に復帰、翌年にはコーンウォリス男爵と共同で郵政長官に任命された。南海会社の理事ではなかったが、南海泡沫事件では取引に深く関わり、1721年初には庶民院によって任命された秘密調査委員会の査問を受けた。委員会の3通目の報告書によると、南海会社は会社株をクラッグスに提供するために拠出しており、クラッグスもすでにその一部を受け取っていたという。しかし、クラッグスは庶民院が委員会報告書の検討を終わらせていないうちに1721年3月16日に急死、チャールトンの教会墓地に埋葬された。クラッグスの死因には病死説と、毒を仰いで自殺した説がある。

## 家族
エリザベス・リチャーズ（Elizabeth Richards、1711年1月20日没、ジェイコブ・リチャーズの娘）と結婚して、3男3女をもうけ、うち2男が夭折した。
- ジェームズ（1686年 – 1721年） - 政治家、生涯未婚
- マーガレット（1734年8月23日没） - 第3代準男爵サー・ジョン・ハインド・コットンと結婚、1女（早世）をもうけた[2]
- エリザベス（1695年ごろ – 1765年4月25日） - 1718年4月、エドワード・エリオットと結婚、子供あり[3]
- アン（1756年11月22日没） - 1712年7月、ジョン・ニューシャム（John Newsham、1673年4月15日 – 1724年11月21日）と結婚、1男をもうけた[4]。1724年、ジョン・ナイト（英語版）（1733年没）と再婚、1男1女をもうけた[5]。1737年3月23日、初代ニュージェント伯爵ロバート・ニュージェントと再婚、子供なし[6]

## 関連図書
- Hanham, Andrew A (2002). "CRAGGS, James I (1657-1721), of Jermyn Street, Westminster and Charlton, Lewisham, Kent". In Hayton, David; Cruickshanks, Eveline; Handley, Stuart (eds.). The House of Commons 1690-1715 (英語). The History of Parliament Trust. 2019年5月27日閲覧。

| イングランド議会 (en)                                                | イングランド議会 (en) | イングランド議会 (en)                                    |
| -------------------------------------------------------------------- | --- | -------------------------------------------------------- |
| 先代 サー・ウィリアム・スコーエン フランシス・スコーベル             | 庶民院議員（グラムパウンド選挙区選出） 1702年 – 1707年 同職：フランシス・スコーベル 1702年 – 1707年                                                                   | 次代 グレートブリテン議会                                |
| グレートブリテン議会                                                 | |                                                          |
| 先代 イングランド議会                                                | 庶民院議員（グラムパウンド選挙区選出） 1707年 – 1713年 同職：フランシス・スコーベル 1707年 – 1708年 トマス・スコーエン 1708年 – 1710年 トマス・コーク 1710年 – 1713年 | 次代 トマス・コーク アンドリュー・クイック               |
| 軍職                                                                 | |                                                          |
| 先代 ジョン・パルトニー                                              | 兵站補給部長 1703年 – 1711年 | 次代 ニューディゲート・アウズリー                        |
| 先代 リチャード・キング                                              | 兵站補給部長 1714年 – 1715年 | 次代 トマス・フランクランド                              |
| 公職                                                                 | |                                                          |
| 先代 サー・トマス・フランクランド準男爵 サー・ジョン・エヴリン準男爵 | 郵政長官 1715年 – 1720年 同職：コーンウォリス男爵 | 次代 ガルフリダス・ウォルポール エドワード・カートレット |